# Александров, Филипп Григорьевич
Филипп Григорьевич Александров (13 февраля 1907, Кочежгурт, Вятская губерния — февраль 1943) — удмуртский детский поэт и педагог, член СП СССР (1939). Участник Великой Отечественной войны. Пропал без вести.

## Биография
Родился в Кочежгурте (ныне — Вавожского района Удмуртии) в семье крестьянина-середняка. Грамоте выучился в с. Тыловыл-Пельга. Учился в Малмыжском педагогическом техникуме, который окончил в 1928 году.
После окончания педтехникума два года работал учителем сельской начальной школы и вновь продолжал учебу — на факультете языка и литературы Удмуртского государственного педагогического института (окончил в 1937 году). В пединституте посещал занятия удмуртского литературно-творческого кружка, организованного в 1934 году заведующим кафедрой удмуртского языка и литературы Д. Коpeпановым (Кедра Митреем).
Учительствовал в Можгинском районе. Работал учителем ликбеза, начальных классов, преподавателем Можгинского педагогического техникума в 1937-39 гг., учителем В-Кватчинской школы (1939—1940).
Участник Великой Отечественной войны. После нападения фашистской Германии на СССР Ф. Александров добровольцем ушёл на фронт и пропал без вести в феврале 1942 года.

## Творчество
Начал писать в 1926. В 1930 написал учебник для 1-го класса «Удмурт кыл» («удмуртский язык»).
Напечатал сборники стихотворений, в которых выразил радость, получаемую детьми от первых успехов в труде:
- «Будон» — «Рост» (1935)
- «Будись геройес» — «Растущие герои» (1939)

Стихи «Быле-быле», «Чипу-чип», «Педор-помидор» стали песнями, вошли в детский музыкальный фольклор.
Стихотворения для взрослых читателей, печатал иногда под псевдонимом Ф. Альдов.

## Сочинения
- Выль школа: Нылпи веросъёс. Ижкар, 1934. — 34 с.
- Будон: Кылбуръёс. — Ижевск, 1935. — 41 с.
- Будись геройёс: Кылбуръёс. — Ижевск, 1939. — 59 с.
- Будись геройёс: Пиналъёслы кылбуръёс. — 2-е изд. — Ижевск, 1949. — 31 с.
- Кин ма ужасал?: Кылбуръёс. — Ижевск, 1962. — 28 с.
- Чипу-чип: Пиналъёслы кылбуръёс. — Ижевск, 1976. — 30 с.
- Быле-быле: пиналъёслы кылбуръёс. — Ижевск: Удмуртия, 2012. — 47 с.; цв. ил. — ISBN 978-5-7659-0578-4